# Per Anhalter durch die Galaxis (Fernsehserie)
Per Anhalter durch die Galaxis ist eine britische Science-Fiction-Serie, die auf dem gleichnamigen Hörspiel basiert. Die Handlung umfasst grob den Inhalt der ersten beiden Romane Per Anhalter durch die Galaxis und Das Restaurant am Ende des Universums.

## Handlung
Arthur Dent wird von seinem Freund Ford Prefect, der sich als Außerirdischer entpuppt, vor der Zerstörung des Planeten Erde gerettet. Als eine Flotte von Vogonen die Erde sprengt, um Platz für den Bau einer galaktischen Hyperraum-Umgehungsstraße zu machen, bringt Ford sich und Arthur als blinde Passagiere an Bord eines der Vogonenraumschiffe.
Als sie an Bord des Raumschiffes entdeckt werden, lässt sie der Kapitän durch eine Luftschleuse ins All werfen, wo die beiden in letzter Sekunde vom Raumschiff Herz aus Gold gerettet werden. Arthur und Ford treffen dort Zaphod Beeblebrox, einen Halbcousin von Ford und Präsident der Galaxis, Trillian, die Arthur kurz zuvor auf einer Party in Islington kennengelernt hatte, sowie den depressiven Roboter Marvin.
Gemeinsam reisen sie nach Magrathea, wo sich herausstellt, dass die Erde eigentlich ein von Mäusen geleiteter Riesencomputer war, der die Frage zur Antwort nach dem Leben, dem Universum und dem ganzen Rest (42) berechnen sollte. Nach einem Besuch des Restaurants am Ende des Universums werden Arthur und Ford auf die prähistorische Erde verschlagen.

## Synchronisation
Die Serie wurde 1984 vom Südfunk Stuttgart auf Deutsch übersetzt und auf etwa 28 Minuten pro Folge gekürzt.
| Schauspieler      | Rolle                      | Synchronsprecher     |
| ----------------- | -------------------------- | -------------------- |
| Peter Jones       | Erzähler                   | Rolf Boysen          |
| Simon Jones       | Arthur Dent                | Gerhart Lippert      |
| David Dixon       | Ford Prefect               | Stephan Schwartz     |
| Sandra Dickinson  | Trillian                   | Angelika Milster     |
| Mark Wing-Davey   | Zaphod Beeblebrox          | Joachim Kemmer       |
| Richard Vernon    | Slartibartfast             | Alf Marholm          |
| Stephen Moore     | Marvin                     | Harald Leipnitz      |
| Valentine Dyall   | Deep Thought               | Thomas Holtzmann     |
| David Tate        | Eddie, der Bordcomputer    | Andreas Mannkopff    |
| Steve Conway      | Schankwart                 | Heinz Theo Branding  |
| Martin Benson     | Vogonenkapitän             | Günther Sauer        |
| Michael Cule      | Vogonen-Wache              | Hartmut Neugebauer   |
| Rayner Bourton    | Nachrichtensprecher        | Lutz Mackensy        |
| Joe Melia         | Mr. Prosser                | Mogens von Gadow     |
| Antony Carrick    | Lunkwill / Luunquoal       | Fred Maire           |
| David Leland      | Magikweis                  | Jochen Striebeck     |
| Matt Zimmerman    | Shootie (Polizist 1)       | Klaus Guth           |
| Marc Smith        | Bang Bang (Polizist 2)     | Arthur Brauss        |
| Jack May          | Garkbit (Kellner)          | Horst Naumann        |
| Peter Davison     | Hauptgericht des Tages     | Michael Habeck       |
| Colin Jeavons     | Max Quordelplien (Ansager) | Tommi Piper          |
| Colin Bennett     | Zarquon, der Prophet       | Peter Capell         |
| Aubrey Morris     | Captain der B-Arche        | Erik Schumann        |
| Matthew Scurfield | Nummer 1                   | Joachim Höppner      |
| David Neville     | Nummer 2                   | Michael Schwarzmaier |
| Geoffrey Beevers  | Nummer 3                   | Frank Engelhardt     |
| Jon Glover        | Unternehmensberater        | Berno von Cramm      |
| Beth Porter       | Marketing-Spezialistin     | Maddalena Kerrh      |

## Hintergrund
Nachdem Douglas Adams zunächst das Hörspiel und anschließend die Romane Per Anhalter durch die Galaxis und Das Restaurant am Ende des Universums geschrieben hatte, produzierte die BBC 1981 diese sechsteilige Fernsehserie. Die meisten Sprecher des Hörspiels traten auch in der Fernsehserie auf, Ausnahmen waren David Dixon als Ford Prefect und Sandra Dickinson als Trillian.
Zur Produktion einer geplanten zweiten Serie, die auf einem von Douglas Adams ursprünglich für die Serie Doctor Who geschriebenen Drehbuch basierte, kam es nicht. Stattdessen bildete dieses die Grundlage für das dritte Buch der Reihe, Das Leben, das Universum und der ganze Rest.
Douglas Adams hatte mehrere Cameo-Auftritte:
- Episode 1: Als einer der Gäste im Pub (am Ende der Bar)
- Episode 2: Ein Mann, der nackt in den Ozean schreitet und zuvor Geld von einer Bank abgehoben hat
- Episode 2: Mitglied der Marketing-Abteilung der Sirius Cybernetic Corporation
- Episode 3: Ein Bild in der Animation „bedeutende und allgemein verbreitete Tatsachen“ (an important and popular fact).

Die Serie ist auf DVD und Blu-Ray erschienen. Während die DVD-Ausgabe nur die originale, d. h. gekürzte Fassung enthält, wurden
auf Blu-Ray die vollständigen Episoden veröffentlicht. Zusätzlich zum deutsch synchronisierten Fernsehmaterial sind hier auch die vormals herausgeschnittenen Szenen in englischer Sprache verfügbar.

## Auszeichnungen
- 1981: RTS Television Award
- 1982: BAFTA-Award für Rod Lord (best graphics)
- 1982: BAFTA-Award für Michael McCarthy (best sound supervisor)
- 1982: BAFTA-Award für Ian Williams (best VTR editor)